# Baccalà alla frantoiana
Il baccalà alla frantoiana (bacalhau à lagareiro) è un piatto tipico portoghese a base di pesce. Secondo alcuni studi questa ricetta è originaria delle provincie di Beira Alta e Beira Bassa, mentre secondo uno studio della gastronoma portoghese Maria de Lourdes Modesto l'origine di questo piatto è il Minho.
Il nome alla frantoiana è dato dalla grande quantità di olio di oliva utilizzato per la preparazione.

## Preparazione

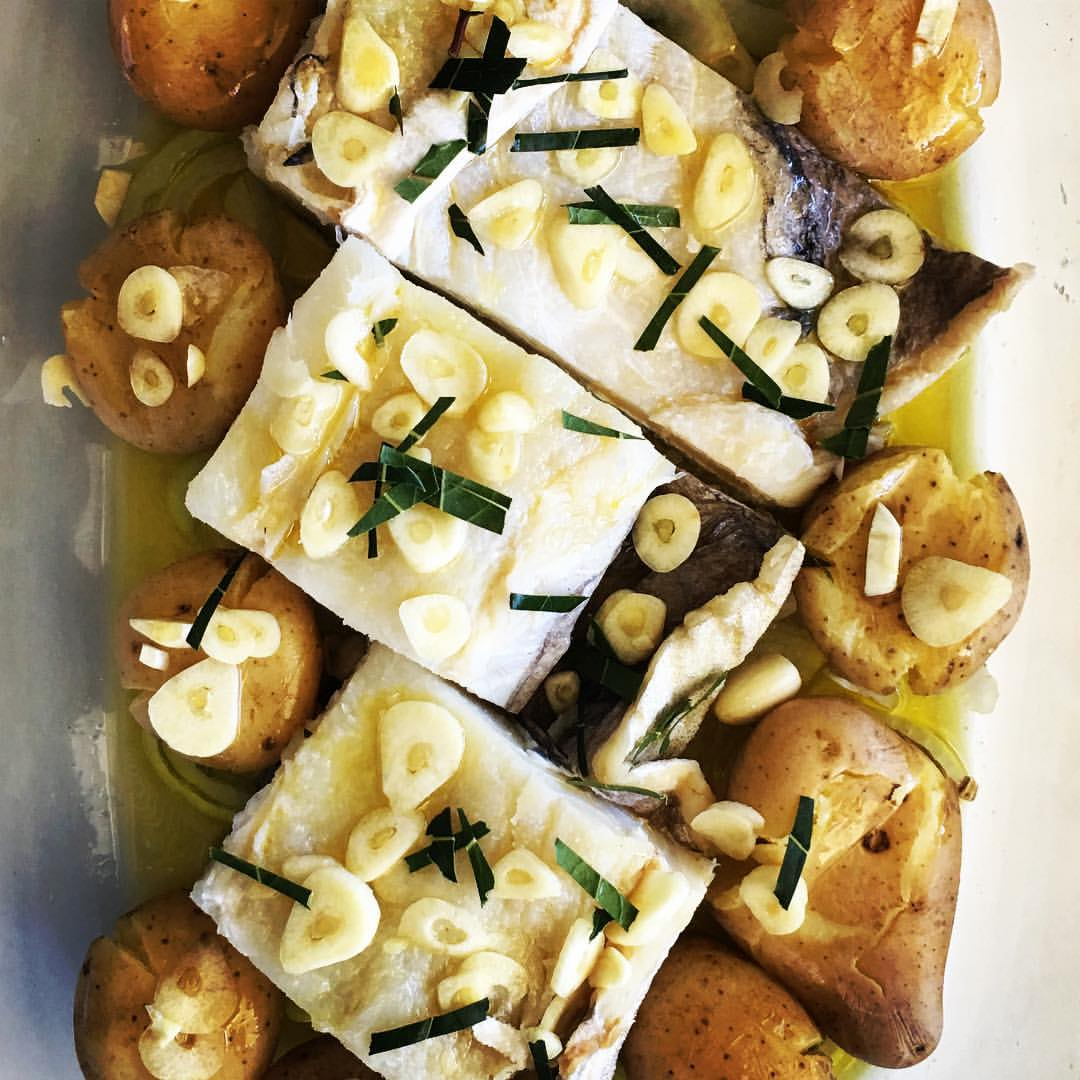
Piatto preparato con le batatas a murro

I tranci di baccalà vengono posti in una teglia con la pelle rivolta verso il basso, cosparsi di aglio e bagnati con abbondante olio di oliva. Si cuoce in forno, irrorando spesso il baccalà con l'olio sul fondo. A metà cottura, si aggiunge della cipolla cruda tritata.
Viene servito con olive e patate, che possono essere fritte oppure lessate per pochi minuti con la pelle, schiacciate con un pugno e cotte nell'olio in forno (batatas a murro). Spesso viene servito anche con prezzemolo, broccoli e peperoni.